# GPM-54

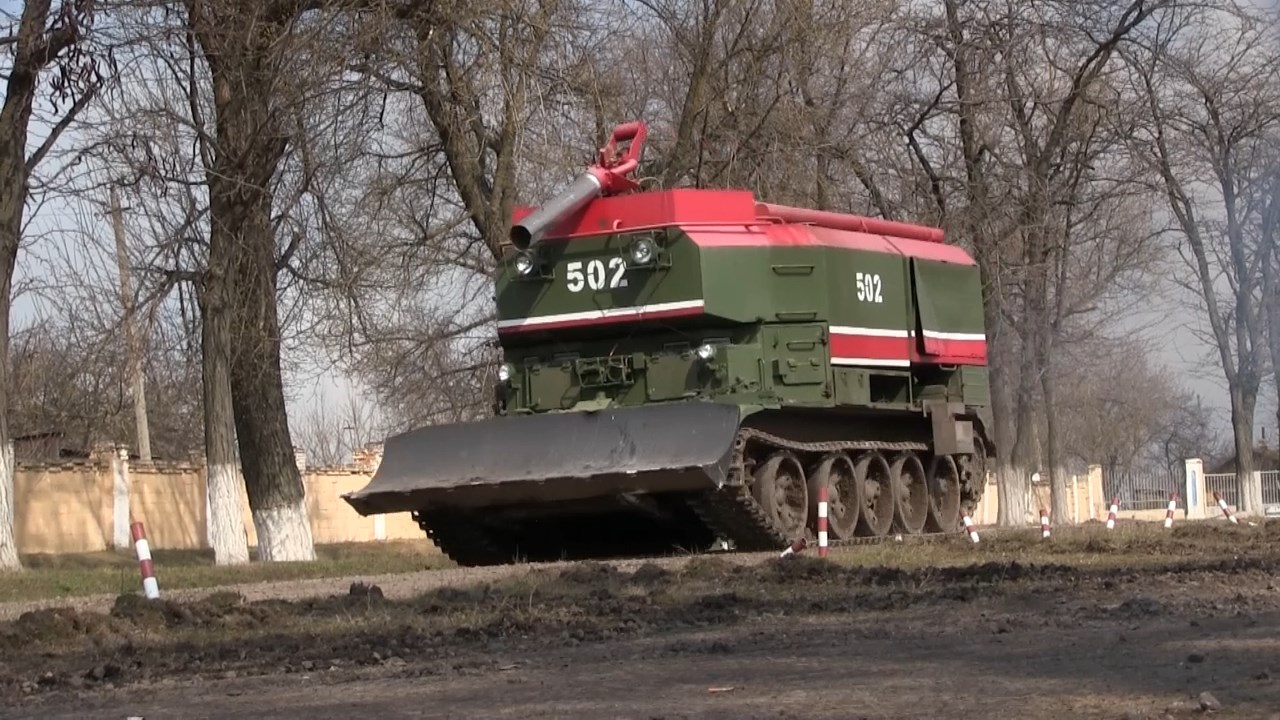

GPM-54  est un véhicule de pompiers militaire russe blindé utilisant le châssis du T-54.

## Opérateurs
- Russie
- Ukraine